# Devin Sweetney
Devin Antonio Sweetney (Washington D. C.; 23 de octubre de 1987) es un jugador de baloncesto estadounidense que pertenece al Zob Ahan Esfahan BC de la Superliga de Irán. Con 1,98 metros de altura, juega en las posiciones de escolta o alero.

## Trayectoria deportiva

### Universidad
Jugó durante cuatro temporadas con los Red Flash de la Universidad Saint Francis, en las que promedió 14,0 puntos y 6,9 rebotes por partido. En su última temporada fue incluido en el mejor quinteto de la Northeast Conference.

### Profesional
Tras no ser elegido en el Draft de la NBA de 2010, jugó en Islandia y después en el BK Barons Kvartāls lituano, de donde pasó al Moncton Miracles de la liga canadiense, donde fue elegido mejor jugador del campeonato, tras promediar 24,9 puntos por partido.
Al año siguiente se marchó a Suiza para fichar por el Lugano Tigers, con los que ganó el título de liga. Jugó en otros dos equipos suizos y en los Huracanes del Atlántico dominicanos, antes de ser cogido para disputar la pretemporada con los Denver Nuggets de la NBA.
El 28 de septiembre de 2015 fichó por los Nuggets, pero tras 4 partidos de pretemporada fue despedido.